# Bathyphantes iviei
Bathyphantes iviei – gatunek pająka z rodziny osnuwikowatych.

## Występowanie
Gatunek jest endemitem Alaski.